# Courtney Thorneová-Smithová
Courtney Thorne-Smith (* 8. listopadu 1967 San Francisco, Kalifornie) je americká herečka. Její nejznámější role jsou Alison Parker v Melrose Place, Gregoria Thomas v Ally McBealová a Lyndsey McElroyová v seriálu Dva a půl chlapa.

## Mládí
Courtney se narodila v San Franciscu v Kalifornii a vyrůstala v Menlo Park, jižní části San Francisca. Její otec Walter Smith je opravář počítačů a jiné elektroniky a její matka Lora Thorne je terapeutka. Rozvedli se, když bylo Courtney teprve sedm let; byla ve střídavé péči. Má starší sestru Jennifer, která je exekutorka. Courtney nastoupila na školu Menlo-Atherton High School v Athertonu, ale odmaturovala na Tamalpais High School v Mill Valley v roce 1985. Účinkovala v divadle Ensemble Theater Company v Mill Valley, když přestoupila na druhou školu.

## Osobní život
Na počátku 90. let Courtney udržovala partnerský vztah s Andrewem Shue, se kterým měla i filmový románek v Melrose Place. V červnu 2000 se provdala za Andrewa Conrada; rozvedli se v lednu 2001.
Dne 1. ledna 2007 se provdala za Rogera Fishmana, prezidenta marketingové společnosti Zizo Group a autora kniha "What I Know (Co já vím)". Dne 11. ledna 2008 se jim narodilo první dítě, Jacob Emerson Fishman.

## Filmografie

### Film
| Rok  | Název                        | Role                    | Poznámky |
| ---- | ---------------------------- | ----------------------- | -------- |
| 1986 | Vítej mých 18                | Lindsey                 |          |
| 1986 | Lucas                        | Alise                   |          |
| 1987 | Pomsta šprtů 2: Šprti v ráji | Sunny Carstairs         |          |
| 1987 | Summer School                | Pam House               |          |
| 1990 | Za pomezní čárou             | Samantha                |          |
| 1995 | Šepot srdce                  | Shiho Tsukishima (hlas) |          |
| 1997 | The Lovemaster               | Deb                     |          |
| 1998 | Bláznivý boss                | Natalie Stockwell       |          |
| 2005 | Batman: New Times            | Kočičí žena (hlas)      |          |

### Televize
| Rok       | Název                                 | Role              | Poznámky                               |
| --------- | ------------------------------------- | ----------------- | -------------------------------------- |
| 1986      | Fast Times                            | Stacey Hamilton   | Hlavní role, 7 dílů                    |
| 1986      | The Thanksgiving Promise              | Sheryl            | TV film                                |
| 1987      | Growing Pains                         | Studentka         | dil: „Nude Photos“                     |
| 1988–1989 | Day By Day                            | Kristin Carlson   | Hlavní role, 33 dílů                   |
| 1990      | Právo v Los Angeles                   | Kimberly Dugan    | 6 dílů                                 |
| 1990      | Anything But Love                     | Allison Andrews   | dil: „All About Allison“               |
| 1992      | Jack's Place                          | Kim Logan         | dil: „Everything Old is New Again“     |
| 1992      | Grapevine                             | Lisa              | dil: „The Lisa and Bill Story“         |
| 1992–1997 | Melrose Place                         | Allison Parker    | Hlavní role, 158 dílů                  |
| 1994      | Nebezpečný rozkaz                     | Helen Lutz        | TV film                                |
| 1995      | Beauty's Revenge                      | Cheryl Ann Davis  | TV film                                |
| 1996      | Partneři                              | Danielle          | dil: „The Year of Bob?“                |
| 1997      | Duckman: Private Dick/Family Man      | Herself           | dil: „Bonfire of the Panties“          |
| 1997      | Všichni starostovi muži               | Danielle Brinkman | dil: „Nový začátek“                    |
| 1997–2002 | Ally McBealová                        | Georgia Thomas    | Hlavní role, 69 dílů                   |
| 1999      | Partneři                              | Gina Darrin       | dil: „Always...“                       |
| 1999      | Ally                                  | Georgia Thomas    | 12 epizod                              |
| 2000      | Norm                                  | Rebecca           | Epizoda: "Norm and the Hopeless Cause" |
| 2001–2009 | Svět podle Jima                       | Cheryl            | Hlavní role, 182 dílů                  |
| 2009      | Dívčí války                           | Lutie Parker      | TV film                                |
| 2010–2015 | Dva a půl chlapa                      | Lyndsey McElroy   | Vedlejší role (7.–12. řada); 52 dílů   |
| 2016–2017 | Fresh Off The Boat                    | Anne              | 2 díly                                 |
| 2017      | Site Unseen: An Emma Fielding Mystery | Emms              | TV film                                |

## Ocenění a nominace
| Rok  | Kategorie                                                                  | Práce          | Výsledek  |
| ---- | -------------------------------------------------------------------------- | -------------- | --------- |
| 1998 | Screen Actors Guild Award za nejlepší výkon obsazení v komediálním seriálu | Ally McBealová | nominace  |
| 1999 | Screen Actors Guild Award za nejlepší výkon obsazení v komediálním seriálu | Ally McBealová | vítězství |
| 2000 | Screen Actors Guild Award za nejlepší výkon obsazení v komediálním seriálu | Ally McBealová | nominace  |